# Peumerit
Peumerit (en bretón Purid) es una población y comuna francesa, situada en la región de Bretaña, departamento de Finisterre, en el distrito de Quimper y cantón de Plogastel-Saint-Germain.

## Demografía
| 1011 | 884 | 739 | 755 | 729 | 663 |
| Para los censos de 1962 a 1999 la población legal corresponde a la población sin duplicidades (Fuente: INSEE [Consultar]) |     |     |     |     |     |